# Хёрст, Натали
Натали Хёрст (англ. Natalie Hurst; род. 8 апреля 1983, Канберра, Австралийская столичная территория, Австралия) — австралийская профессиональная баскетболистка, которая выступала в женской национальной баскетбольной лиге. Играла на позиции разыгрывающего защитника. Семикратная чемпионка женской НБЛ (2000, 2002, 2003, 2006, 2007, 2009, 2010). В составе национальной сборной Австралии она трижды становилась чемпионкой Океании (2009, 2011, 2013).

## Биография
Натали Хёрст начала заниматься баскетболом в своём родном городе Канберра. Первым профессиональным клубом был соответственно местный «Канберра Кэпиталз». В течение 12 лет она выиграла 6 титулов Женской национальной баскетбольной лиги, причём в 2009 году признавалась MVP финального матча. Участница Мировой лиги 2006/07 в Екатеринбурге, где была лучшим бомбардиром (63 очка) и распасовщиком (13 передач) в команде.
В период мирового баскетбольного межсезонья (летние месяцы) Хёрст с 2009 по 2012 года играла в Квинслендской баскетбольной лиге («QBL») за «Гладстон Порт Сити Пауэр», с которым три раза праздновала победу в турнире.
В 2010 году Натали уехала во Францию, где 2 сезона подряд выступала за «Пэйс д’Экс Баскет». Баскетболистка, по версии сайта Eurobasket.com, два раза попадала в «символическую пятёрку» чемпионата Франции и входила в десятку лучших снайперов первенства. В 2012 году Хёрст подписывает контракт с одним из «грандов» венгерского баскетбола «ХАТ-АГРО ЮНИ». В составе дьёрской команды Натали выигрывает «серебряные» медали чемпионата Венгрии, участвует в розыгрыше Евролиги ФИБА, является лучшим снайпером команды во всех турнирах. По версии сайта Eurobasket.com она признаётся лучшим защитником и иностранным игроком венгерского первенства сезона 2012/13, включена в «символическую пятёрку» .
После трёхлетнего отсутствия на родине, в 2013 году спортсменка вернулась в «Канберра Кэпиталз». После того, как команда не попала в плей-офф «ЖНБЛ» Натали вновь уезжает в Европу, где доигрывает сезон 2013/14 в Турции. Летом 2014 года она возвращается в Венгрию, где подписывает контракт с «ПЕАС-Печ».
Хёрст является чемпионом летней Универсиады — 2007 в Бангкоке, в финале которого была обыграна сборная России со счётом 85:65. Также в составе национальной сборной баскетболистка три раза подряд выигрывала чемпионат Океании.

## Достижения
- Чемпион Океании: 2009, 2011 , 2013
- Победитель WNBL: 2002, 2003, 2006, 2007, 2009, 2010
- Чемпион Универсиады: 2007
- Финалист WNBL: 2001
- Серебряный призёр чемпионата Венгрии: 2013
- Победитель Квинслендской баскетбольной лиги («QBL»): 2009, 2010, 2011